# Igrzyska Ameryki Środkowej i Karaibów 1993
Igrzyska Ameryki Środkowej i Karaibów 1993 – siedemnaste Igrzyska Ameryki Środkowej i Karaibów, multidyscyplinarne zawody sportowe dla krajów znajdujących się w Ameryce Środkowej i na Karaibach, które odbyły się w Ponce w dniach 19–30 listopada 1993 roku.

## Informacje ogólne
Siedemnaste igrzyska odbyły się zaledwie trzy lata po poprzednich, Portoryko uzyskało bowiem zgodę na ich przesunięcie, by stały się częścią uroczystości z okazji pięćsetlecia odkrycia wyspy. Rekordowa liczba trzydziestu jeden uczestniczących krajów wystawiła łącznie 2510 zawodników i 1060 zawodniczki. Sportowcy rywalizowali w 385 konkurencjach w 32 dyscyplinach – pobijając rekordy również w tych klasyfikacjach. Po raz pierwszy na igrzyskach pojawiły się zespoły z Saint Lucia oraz Saint Kitts i Nevis, zabrakło jedynie jednego członka CACSO – Dominiki. Kosztem rozgrywek badmintona do programu zawodów dołączyły po raz pierwszy piłka ręczna, wrotkarstwo i karate. Zawody kajakarskie odbyły się na Kubie.

## Dyscypliny
- Baseball  (szczegóły)
- Boks  (szczegóły)
- Gimnastyka sportowa  (szczegóły)
- Hokej na trawie  (szczegóły)
- Jeździectwo  (szczegóły)
- Judo  (szczegóły)
- Kajakarstwo  (szczegóły)
- Karate  (szczegóły)
- Kolarstwo torowe  (szczegóły)
- Koszykówka  (szczegóły)
- Kręgle  (szczegóły)
- Lekkoatletyka  (szczegóły)
- Łucznictwo  (szczegóły)
- Piłka nożna  (szczegóły)
- Piłka ręczna  (szczegóły)
- Piłka wodna  (szczegóły)
- Pływanie  (szczegóły)
- Pływanie synchroniczne  (szczegóły)
- Podnoszenie ciężarów  (szczegóły)
- Racquetball  (szczegóły)
- Siatkówka (halowa)  (szczegóły)
- Skoki do wody  (szczegóły)
- Softball  (szczegóły)
- Strzelectwo  (szczegóły)
- Szermierka  (szczegóły)
- Taekwondo  (szczegóły)
- Tenis stołowy  (szczegóły)
- Tenis ziemny  (szczegóły)
- Wioślarstwo  (szczegóły)
- Wrotkarstwo  (szczegóły)
- Zapasy  (szczegóły)
- Żeglarstwo  (szczegóły)

## Tabela medalowa
Źródło.
| Lp.   | Państwo                              | Złoto | Srebro | Brąz | Razem |
| ----- | ------------------------------------ | ----- | ------ | ---- | ----- |
| 1     | Kuba                                 | 227   | 76     | 61   | 364   |
| 2     | Meksyk                               | 66    | 106    | 68   | 240   |
| 3     | Wenezuela                            | 23    | 54     | 78   | 155   |
| 4     | Portoryko                            | 22    | 53     | 78   | 153   |
| 5     | Kolumbia                             | 22    | 45     | 34   | 101   |
| 6     | Dominikana                           | 6     | 18     | 25   | 49    |
| 7     | Kostaryka                            | 5     | 7      | 15   | 27    |
| 8     | Gwatemala                            | 3     | 8      | 37   | 48    |
| 9     | Trynidad i Tobago                    | 3     | 7      | 6    | 16    |
| 10    | Surinam                              | 2     | 0      | 1    | 3     |
| 11    | Wyspy Dziewicze Stanów Zjednoczonych | 1     | 1      | 2    | 4     |
| 12    | Honduras                             | 1     | 1      | 0    | 2     |
| 13    | Nikaragua                            | 1     | 0      | 5    | 6     |
| 14    | Antyle Holenderskie                  | 1     | 0      | 3    | 4     |
| 15    | Bahamy                               | 1     | 0      | 3    | 4     |
| 16    | Aruba                                | 1     | 0      | 0    | 1     |
| 17    | Salwador                             | 0     | 2      | 9    | 11    |
| 18    | Panama                               | 0     | 2      | 2    | 4     |
| 19    | Bermudy                              | 0     | 2      | 1    | 3     |
| 20    | Jamajka                              | 0     | 1      | 10   | 11    |
| 21    | Gujana                               | 0     | 1      | 7    | 8     |
| 22    | Haiti                                | 0     | 1      | 2    | 3     |
| =     | Kajmany                              | 0     | 1      | 2    | 3     |
| 24    | Barbados                             | 0     | 0      | 5    | 5     |
| 25    | Antigua i Barbuda                    | 0     | 0      | 2    | 2     |
| Razem | Razem                                | 385   | 386    | 456  | 1227  |